# Apostolepis serrana
Pour les articles homonymes, voir Serrana (homonymie).
Espèce
Apostolepis serrana  est une espèce de serpents de la famille des Dipsadidae.

## Répartition
Cette espèce est endémique du Mato Grosso au Brésil. 

## Publication originale
- de Lema & Renner, 2006 : A new species of Apostolepis with striped pattern from Mato Grosso, Brasil (Serpentes, Elapomorphine). Ciência em Movimento, vol. 8, p. 13-18.